# U-30 (1936)
| U-30                                                                                     | U-30 | U-30 |
| ---------------------------------------------------------------------------------------- | --- | --- |
|                                                                                          | | |
|                                                                                          | | |
| Зображення підводного човна U-33, аналогічного з U-30 типу                               | | |
| Під прапором                                                                             | Третій Рейх | Третій Рейх |
| Спуск на воду                                                                            | 4 серпня 1936 року                                                                                                 | 4 серпня 1936 року                                                                                                 |
| Виведений зі складу флоту                                                                | 8 жовтня 1936 року                                                                                                 | 8 жовтня 1936 року                                                                                                 |
| Сучасний статус                                                                          | 5 травня 1945 року затоплений                                                                                      | 5 травня 1945 року затоплений                                                                                      |
| Проєкт                                                                                   | | |
| Тип ПЧ                                                                                   | Торпедний ДПЧ | Торпедний ДПЧ |
| Головний конструктор                                                                     | DeSchiMAG, AG Weser                                                                                                | DeSchiMAG, AG Weser                                                                                                |
| Основні характеристики                                                                   | | |
| Швидкість (надводна)                                                                     | 17,9 вузла | 17,9 вузла |
| Швидкість (підводна)                                                                     | 8 вузлів | 8 вузлів |
| Робоча глибина занурення                                                                 | 100 м | 100 м |
| Гранична глибина занурення                                                               | 220 м | 220 м |
| Автономність плавання                                                                    | 135—174 км на швидкості 4 вузли (в підводному положенні) 11 470 км на швидкості 10 вузлів (у надводному положенні) | 135—174 км на швидкості 4 вузли (в підводному положенні) 11 470 км на швидкості 10 вузлів (у надводному положенні) |
| Екіпаж                                                                                   | 44—60 осіб | 44—60 осіб |
| Розміри                                                                                  | | |
| Довжина найбільша (по КВЛ)                                                               | 64,51 м | 64,51 м |
| Ширина корпусу найб.                                                                     | 5,85 м | 5,85 м |
| Висота                                                                                   | 9,5 м | 9,5 м |
| Середня осадка (по КВЛ)                                                                  | 4,37 м | 4,37 м |
| Водотоннажність надводна                                                                 | 626 т | 626 т |
| Силова установка                                                                         | | |
| дизель-електрична; 2 дизельних двигуни MAN M 6 V 40/46, 2 електродвигуни BBC GG UB 720/8 | | |
| Гвинти                                                                                   | 2 | 2 |
| Потужність                                                                               | 2 × 2100—2310 к.с. (дизелі) 2 × 750 к.с. (електродвигуни)                                                          | 2 × 2100—2310 к.с. (дизелі) 2 × 750 к.с. (електродвигуни)                                                          |
| Озброєння                                                                                | | |
| Артилерія                                                                                | 1 × 88-мм палубна гармата SK C/35 1 × 20-мм зенітна гармата FlaK 30/38/Flakvierling                                | 1 × 88-мм палубна гармата SK C/35 1 × 20-мм зенітна гармата FlaK 30/38/Flakvierling                                |
| Торпедно- мінне озброєння                                                                | 4 носових і один кормовий ТА. 11 торпед або 26 мін TMA                                                             | 4 носових і один кормовий ТА. 11 торпед або 26 мін TMA                                                             |

U-30 — німецький підводний човен типу VII A, що входив до складу крігсмаріне за часів Другої світової війни. Закладений 24 січня 1936 року на верфі DeSchiMAG, AG Weser у Бремені. Спущений на воду 4 серпня 1936 року, 8 жовтня 1936 року корабель під командуванням капітан-лейтенанта Ганса Когауша (нім. Hans Cohausz) увійшов до складу ВМС нацистської Німеччини..
Будівництво підводного човна, як і решти субмарин здійснювалося в порушення Версальського договору за планом німецького переозброєння, відомого, як План «Z». 3 вересня 1939 року U-30 під командуванням капітан-лейтенанта Ф.-Ю. Лемпа затопив перше судно у війні — британський пасажирський лайнер «Атенія». До вересня 1940 року підводний човен був у восьми бойових походах, в яких потопив 17 суден і пошкодив ще два. Надалі служив тренувальною субмариною до кінця війни, був затоплений. 1948 році піднятий та відправлений на брухт.

## Командири
- Капітан-лейтенант Ганс Когауш (8 жовтня 1936 — 31 жовтня 1938)
- Капітан-лейтенант Ганс Паукштадт (15 лютого — 17 серпня 1938)
- Капітан-лейтенант Фріц-Юліус Лемп (листопад 1938 — вересень 1940)
- Корветтен-капітан Роберт Прюцманн (вересень 1940 — 31 березня 1941)
- Оберлейтенант-цур-зее Пауль-Карл Лезер (1 квітня — квітень 1941)
- Оберлейтенант-цур-зее Губертус Пуркольд (квітень — 22 квітня 1941)
- Оберлейтенант-цур-зее Курт Баберг (23 квітня 1941 — 9 березня 1942)
- Оберлейтенант-цур-зее Герман Бауер (10 березня — 4 жовтня 1942)
- Лейтенант-цур-зее Франц Зар (5 жовтня — 16 грудня 1942)
- Оберлейтенант-цур-зее Ернст Фішер (травень — 1 грудня 1943)
- Оберлейтенант-цур-зее Людвіг Фабріціус (2 грудня 1943 — 14 грудня 1944)
- Оберлейтенант-цур-зее Гюнтер Шіммель (17-23 січня 1945)

## Перелік затоплених U-30 суден у бойових походах
| №                                                                             | Дата            | Назва                 | Тип                | Належність      | Водотоннажність (брт) | Вантаж                                                                                               | Конвой        | Результат та координати                                                                   | Наслідки атаки для екіпажу              | Прим.                                         |
| ----------------------------------------------------------------------------- | --------------- | --------------------- | ------------------ | --------------- | --------------------- | --- | ------------- | ----------------------------------------------------------------------------------------- | --------------------------------------- | --------------------------------------------- |
| Перший похід (22.08—27.09.1939, 37 діб; Вільгельмсгафен—Вільгельмсгафен)      |                 |                       |                    |                 |                       | |               |                                                                                           |                                         |                                               |
| 1                                                                             | 3 вересня 1939  | «Атенія»              | лайнер             | Велика Британія | 13 581                | |               | потоплено 56°44′ пн. ш. 14°05′ зх. д. / 56.733° пн. ш. 14.083° зх. д.                     | 1 418 (112 загинуло та 1 306 врятовані) | перше судно затоплене у Другій світовій війні |
| 2                                                                             | 11 вересня 1939 | Blairlogie            | суховантажне судно | Велика Британія | 4 425                 | металобрухт                                                                                          |               | потоплено 54°58′ пн. ш. 15°14′ зх. д. / 54.967° пн. ш. 15.233° зх. д.                     | 30 (0 загиблих та 30 врятовані)         |                                               |
| 3                                                                             | 14 вересня 1939 | SS Fanad Head         | суховантажне судно | Велика Британія | 5 200                 | генеральні вантажі та пшениця                                                                        |               | потоплено 56°43′ пн. ш. 15°21′ зх. д. / 56.717° пн. ш. 15.350° зх. д.                     | 42 (0 загиблих та 42 врятовані)         |                                               |
| Другий похід (09.12—14.12.1939, 6 діб; Вільгельмсгафен—Вільгельмсгафен)       |                 |                       |                    |                 |                       | |               |                                                                                           |                                         |                                               |
| Третій похід (23.12.1939—17.01.1940, 26 діб; Вільгельмсгафен—Вільгельмсгафен) |                 |                       |                    |                 |                       | |               |                                                                                           |                                         |                                               |
| 4                                                                             | 28 грудня 1939  | HMS Barbara Robertson | військовий траулер | Велика Британія | 325                   | |               | потоплено 58°54′ пн. ш. 6°30′ зх. д. / 58.900° пн. ш. 6.500° зх. д.                       | 17 (1 загинув та 16 врятовані)          |                                               |
| 5                                                                             | 28 грудня 1939  | «Барем»               | лінійний корабель  | Велика Британія | 31 100                | |               | пошкоджений 58°47′ пн. ш. 8°05′ зх. д. / 58.783° пн. ш. 8.083° зх. д.                     | 4 загинуло та 2 дістали поранень        |                                               |
| 6                                                                             | 11 січня 1940   | El Oso                | танкер             | Велика Британія | 7 267                 | 9 238 тонн сирої нафти та 511 тонн газового конденсату                                               | Конвой HX 14B | підірвався на міні та затонув 53°32′ пн. ш. 3°25′ зх. д. / 53.533° пн. ш. 3.417° зх. д.   | 36 (4 загинули та 32 врятовані)         |                                               |
| 7                                                                             | 16 січня 1940   | Gracia                | суховантажне судно | Велика Британія | 5 642                 | 844 тонни генеральних вантажів                                                                       | Конвой OB 72  | підірвався на міні та затонув 53°32′ пн. ш. 3°24′ зх. д. / 53.533° пн. ш. 3.400° зх. д.   | 47 (0 загиблих та 47 врятовані)         |                                               |
| 8                                                                             | 17 січня 1940   | Cairnross             | суховантажне судно | Велика Британія | 5 494                 | генеральні вантажі                                                                                   | Конвой OB 74  | підірвався на міні та затонув 53°32′ пн. ш. 3°27′ зх. д. / 53.533° пн. ш. 3.450° зх. д.   | 48 (0 загиблих та 48 врятовані)         |                                               |
| 9                                                                             | 7 лютого 1940   | MV Munster            | пасажирське судно  | Велика Британія | 4 305                 | |               | підірвалося на міні та затонуло 53°36′ пн. ш. 3°24′ зх. д. / 53.600° пн. ш. 3.400° зх. д. | 235 (0 загиблих та 235 врятовані)       |                                               |
| 10                                                                            | 9 лютого 1940   | Chagres               | суховантажне судно | Велика Британія | 5 406                 | 1 500 тонн бананів                                                                                   |               | підірвалося на міні та затонуло 53°33′ пн. ш. 3°25′ зх. д. / 53.550° пн. ш. 3.417° зх. д. | 235 (0 загиблих та 235 врятовані)       |                                               |
| 11                                                                            | 8 березня 1940  | SS Counsellor (1926)  | суховантажне судно | Велика Британія | 5 068                 | генеральні вантажі                                                                                   | Конвой HX 22  | підірвалося на міні та затонуло 53°38′ пн. ш. 3°23′ зх. д. / 53.633° пн. ш. 3.383° зх. д. | 78 (0 загиблих та 78 врятовані)         |                                               |
| Четвертий похід (11.03.—30.03.1940, 20 діб; Вільгельмсгафен—Вільгельмсгафен)  |                 |                       |                    |                 |                       | |               |                                                                                           |                                         |                                               |
| П'ятий похід (06.04.—04.05.1940, 32 доби; Вільгельмсгафен—Вільгельмсгафен)    |                 |                       |                    |                 |                       | |               |                                                                                           |                                         |                                               |
| Шостий похід (08.06.—07.07.1940, 30 діб; Вільгельмсгафен—Лор'ян)              |                 |                       |                    |                 |                       | |               |                                                                                           |                                         |                                               |
| 12                                                                            | 20 червня 1940  | Otterpool             | суховантажне судно | Велика Британія | 4 876                 | 8 180 тонн залізної руди                                                                             | Конвой HG 34F | потоплене 48°45′ пн. ш. 8°13′ зх. д. / 48.750° пн. ш. 8.217° зх. д.                       | 39 (23 загинуло та 16 врятовано)        |                                               |
| 13                                                                            | 22 червня 1940  | Randsfjord            | суховантажне судно | Норвегія        | 3 999                 | 6 746 тонн генеральних вантажів, зокрема 77 тонн боєприпасів та 33 літаки                            | Конвой HX 49  | потоплене 50°33′ пн. ш. 8°55′ зх. д. / 50.550° пн. ш. 8.917° зх. д.                       | 33 (4 загинуло та 29 врятовані)         |                                               |
| 14                                                                            | 28 червня 1940  | Llanarth              | вантажне судно     | Велика Британія | 5 053                 | 7 980 тонн борошна                                                                                   |               | потоплене 47°30′ пн. ш. 10°30′ зх. д. / 47.500° пн. ш. 10.500° зх. д.                     | 35 (0 загиблих та 35 врятованих)        |                                               |
| 15                                                                            | 1 липня 1940    | Beignon               | вантажне судно     | Велика Британія | 5 218                 | 8 816 тонн зерна                                                                                     | Конвой SL 36  | потоплене 47°20′ пн. ш. 10°30′ зх. д. / 47.333° пн. ш. 10.500° зх. д.                     | 117 (6 загиблих та 111 врятованих)      |                                               |
| 16                                                                            | 6 липня 1940    | Angele Mabro          | суховантажне судно | Єгипет          | 3 154                 | залізна руда                                                                                         |               | потоплене 47°03′ пн. ш. 7°55′ зх. д. / 47.050° пн. ш. 7.917° зх. д.                       | немає даних                             |                                               |
| Сьомий похід (13.07.—24.07.1940, 12 діб; Лор'ян—Лор'ян)                       |                 |                       |                    |                 |                       | |               |                                                                                           |                                         |                                               |
| 17                                                                            | 21 липня 1940   | Ellaroy               | суховантажне судно | Велика Британія | 712                   | 800 тонн деревини                                                                                    |               | потоплене 42°30′ пн. ш. 12°36′ зх. д. / 42.500° пн. ш. 12.600° зх. д.                     | 16 (0 загиблих та 16 врятованих)        |                                               |
| Восьмий похід (5.08.—30.08.1940, 26 діб; Лор'ян—Кіль)                         |                 |                       |                    |                 |                       | |               |                                                                                           |                                         |                                               |
| 18                                                                            | 9 серпня 1940   | Canton                | суховантажне судно | Швеція          | 5 779                 | 3 000 тонн чавуну, 2 700 тонн насіння льону, 1034 тонни мішковини та 1 152 тонн генеральних вантажів |               | потоплене 55°04′ пн. ш. 11°21′ зх. д. / 55.067° пн. ш. 11.350° зх. д.                     | 32 (16 загиблих та 16 врятованих)       |                                               |
| 19                                                                            | 16 серпня 1940  | Clan Macphee          | суховантажне судно | Велика Британія | 6 628                 | 6 700 тонн генеральних вантажів                                                                      | Конвой OB 197 | потоплене 57°30′ пн. ш. 17°14′ зх. д. / 57.500° пн. ш. 17.233° зх. д.                     | 108 (67 загиблих та 41 врятований)      |                                               |